# Parque nacional del Cañón Bryce
El Parque Nacional del Cañón Bryce (en inglés Bryce Canyon National Park) es un parque nacional de los Estados Unidos localizado en el sudoeste del estado de Utah. A pesar de su nombre, el cañón Bryce no es propiamente un cañón sino una gran anfiteatro natural formado por la erosión. Bryce destaca por sus estructuras geológicas únicas, llamadas chimenea de hadas, que se formaron por la erosión causada por el viento, agua y hielo. El juego de colores de las rocas, rojo, naranja y blanco recrean vistas espectaculares.
Bryce se encuentra a mayor altura que el vecino parque nacional Zion y que el Gran Cañón. La cota media de altitud se encuentra entre los 2400 y 2700 m s. n. m. No obstante, la parte meridional se encuentra a 2100 m s. n. m. Debido a esta variedad de cotas, la ecología y el clima varían mucho de una zona a otra, ofreciendo un espectacular contraste. 
Los mormones fueron los primeros blancos en asentarse en la zona alrededor de 1850, dándole el nombre en honor a Ebenezer Bryce, primer habitante de la zona. El área se convirtió en un monumento nacional en 1924, convirtiéndose en parque nacional cuatro años más tarde. Ocupa un área de 145 km². La ciudad de Kanab se encuentra en un punto intermedio entre tres parques: el Bryce Canyon, el parque nacional Zion y el parque nacional del Gran Cañón. El nombre del parque también se usó para denominar a un programa informático encargado de simular en tres dimensiones los paisajes geográficos. 

## Geografía

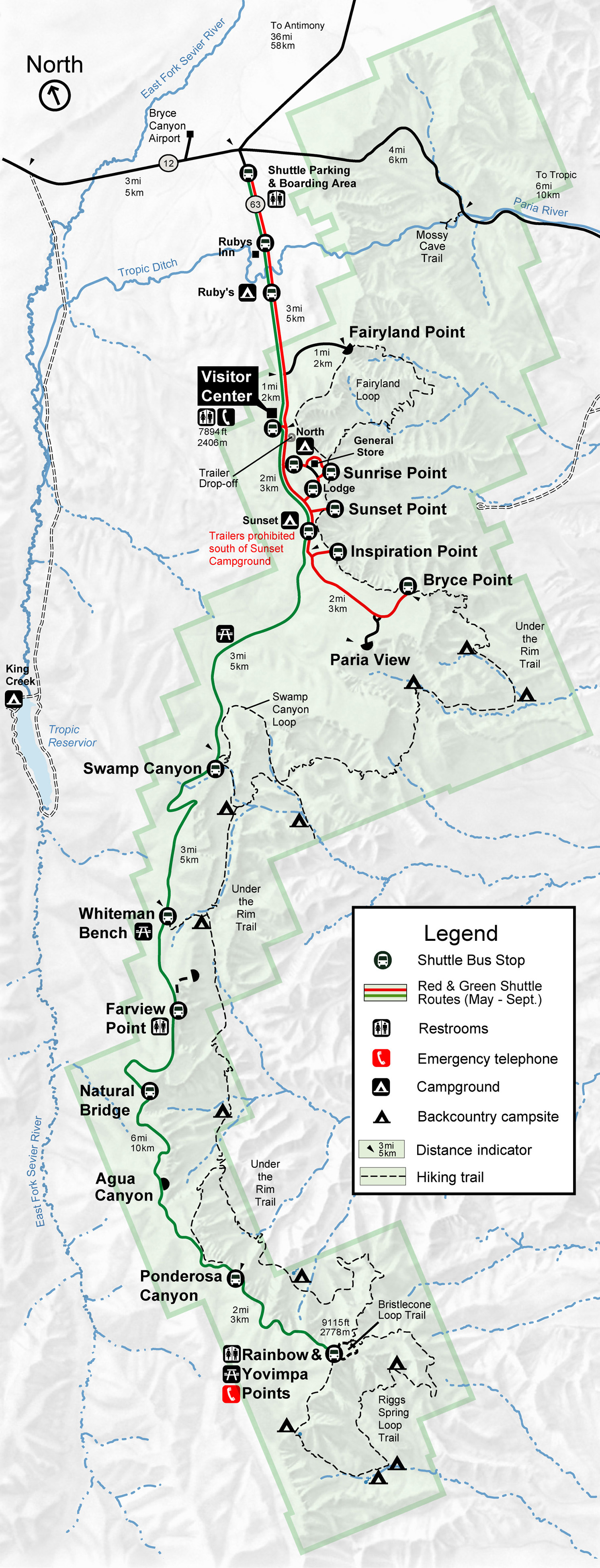
Mapa de Bryce Canyon.

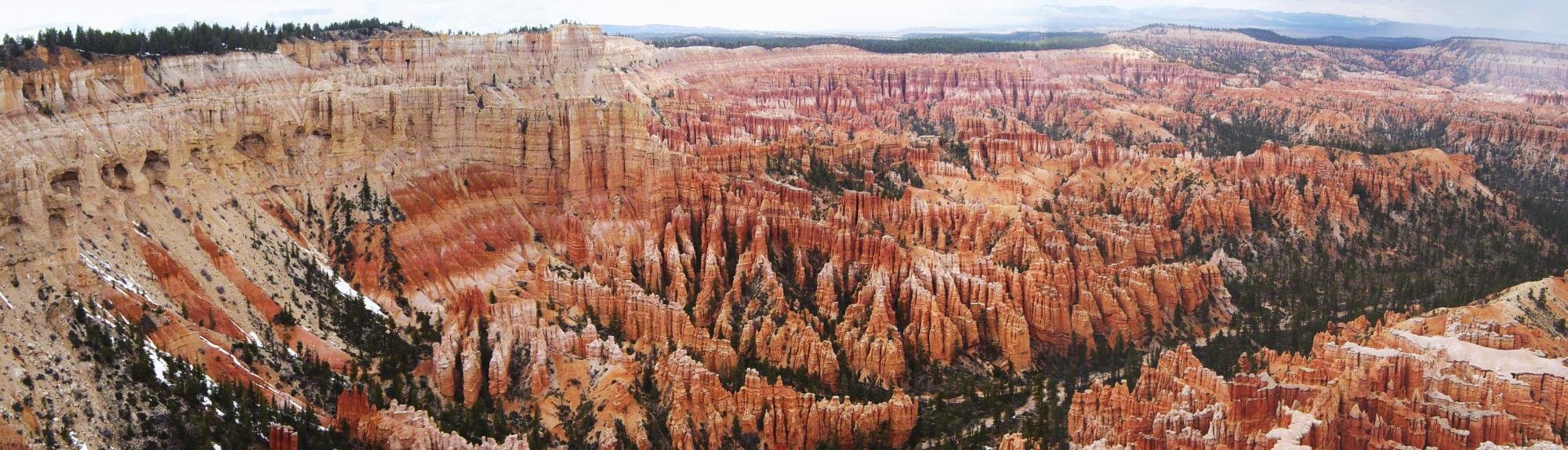
El cañón Bryce, aquí visto desde Bryce Point, es un anfiteatro natural. Ebenezer Bryce, su descubridor, dijo que era el peor lugar para perder una vaca.

El parque nacional Bryce Canyon se encuentra al sur del estado de Utah a unos 80 km al noreste del parque nacional Zion. El clima es más frío y húmedo que en Zion. 
El parque nacional se encuentra sobre la placa del Colorado, dentro de la provincia geográfica de Norteamérica y se extiende a ambos lados de borde meridional de la meseta Paunsagunt. Los visitantes acceden al parque desde la meseta, acercándose al borde y contemplando el valle que forma el río Paria. Al otro lado del valle se puede observar el borde de la meseta Kaiparowitz. 
El cañón Bryce no se formó por la erosión de una corriente de agua central, por lo que técnicamente no se puede denominar cañón. El gran anfiteatro y demás figuras de rocas de la era cenozoica fueron creados por erosión de cabecera. De este tipo de erosión provienen los pináculos de colores conocidos como chimeneas de Hadas, que llegan a alcanzar los 60 m de altura. En un área de 30 km se encuentran varios anfiteatros, siendo el más grande el Anfiteatro Bryce, que mide 19 km de largo por 5 de ancho y con una profundidad de 240 m. 
La mayor elevación del parque es el Rainbow Point, con una altura de 2775 m s. n. m. Desde su cima se puede observar la Meseta Aquarius, el Anfiteatro Bryce, las Henry Mountains, los Acantilados Vermilion y los Acantilados Blancos. El punto más bajo del parque es el cañón Cope, que se encuentra a 2011 m s. n. m.

## Historia humana

### Poblaciones nativas americanas

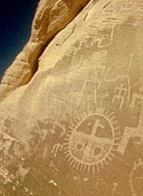
Los petroglifos de Bryce Canyon demuestran que estuvo habitado hace milenios, pero hoy en día todavía se sabe poco de esos pueblos.

Se conoce poco sobre los primeros habitantes de la zona del Cañón Bryce. Los estudios arqueológicos en el propio cañón y en la meseta Paunsaugunt demuestran que ha habido asentamientos humanos en la zona desde hace 10 mil años. Al sur del parque se han encontrado objetos anasazi de la época de los cesteros. También se han encontrado objetos anasazi de la época de los Indios Pueblo y de la cultura Fremont. 
Los indios Paiute colonizaron el área de los valles y mesetas en la misma época que los anteriores habitantes los abandonaron. Estos indios eran predominantemente cazadores / recolectores aunque también completaban su dieta con algunas verduras que cultivaban. Los Paiute fueron los que crearon la mitología sobre las chimeneas de hadas de la zona. Pensaban que los pináculos eran gente legendaria a los que el coyote los había convertido en rocas. De hecho, en lengua Paiute se denomina a los Anka-ku-wass-a-wits, que significa “caras rojas”.

### Exploración y asentamientos blancos
Los primeros blancos llegaron a la zona a finales del siglo XVIII y principios del XIX. Los mormones llegaron a la zona en 1850, en búsqueda de zonas para cultivar y criar ganado.
La primera gran expedición científica la realizó el oficial del ejército John Wesley Powell en 1872. Powell, junto con un grupo de cartógrafos, geólogos y geógrafos, exploró los cauces de los ríos Sevier y Virgen. Sus cartógrafos mantuvieron muchos de los nombres Paiute tradicionales.

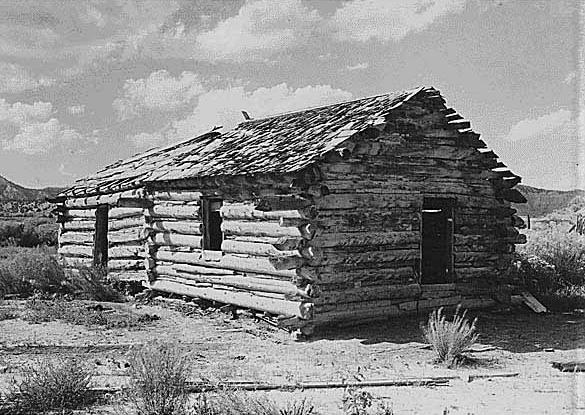
Ebenezer Bryce y su familia vivieron en Bryce Canyon, concretamente en esta choza, fotografiada en 1881.

Pequeños grupos de mormones fueron asentándose en el área del cañón Bryce en las riberas del río Paria. En 1873, la empresa ganadera Kanarra se asentó en el área para criar ganado. 
Los mormones enviaron al inmigrante escocés Ebenezer Bryce y a su mujer Mary, a colonizar el área pues pensaban que sus conocimientos de carpintería serían beneficiosos para la zona. La Familia Bryce eligió el margen derecho del anfiteatro para establecer su morada. Bryce colocó a su ganado en lo que ahora es una de las fronteras del parque y dijo que los anfiteatros eran el lugar perfecto para perder una vaca. También construyó una carretera para traer leña y madera. También creó un canal para regar sus cultivos y dar de beber a sus animales. Otros colonos, al ver la situación empezaron a llamar al cañón “cañón de Bryce” y así pasó a convertirse en el nombre oficial del parque. 
Una combinación de sequía, crecidas e inundaciones provocó la huida de los pocos Paiute que quedaban en la zona y obligó a los colonos a crear una canal desde el río Sevier para drenar los terrenos. El intento fue fallido y los colonos, incluida la familia Bryce, huyeron de la zona. Bryce se trasladó a Arizona en 1880. Los colonos que se quedaron intentaron crear una acequia de 16 km de largo desde la bifurcación este del río Sevier hasta Tropic Valley.

### Creación del parque

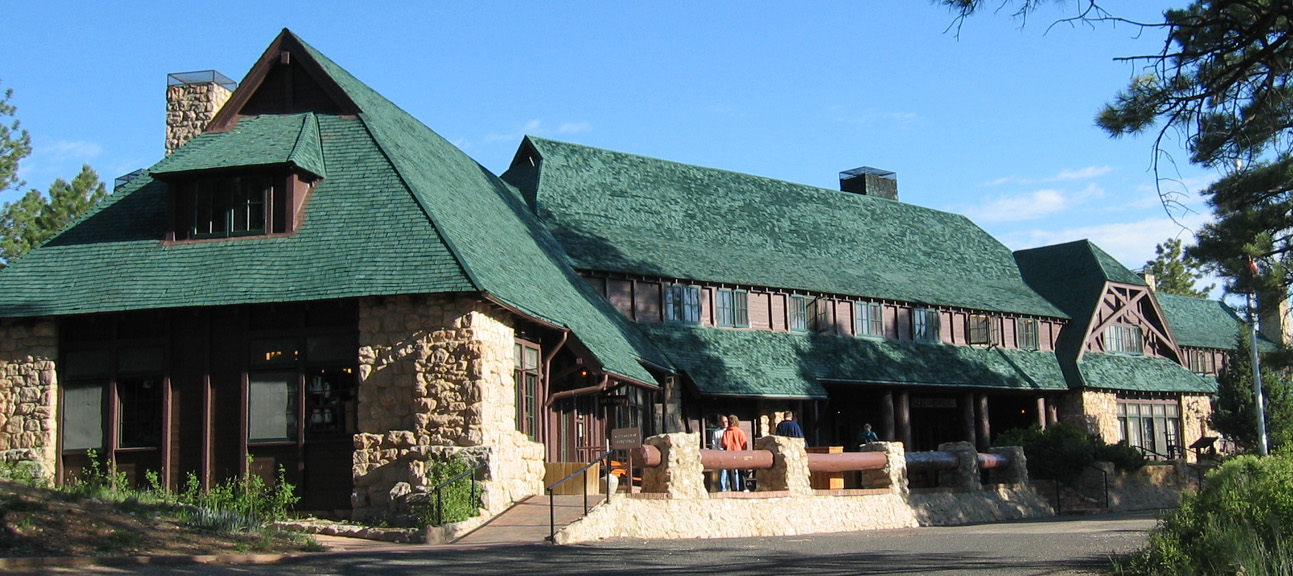
El albergue fue construido entre 1924 y 1925 con materiales de la región.

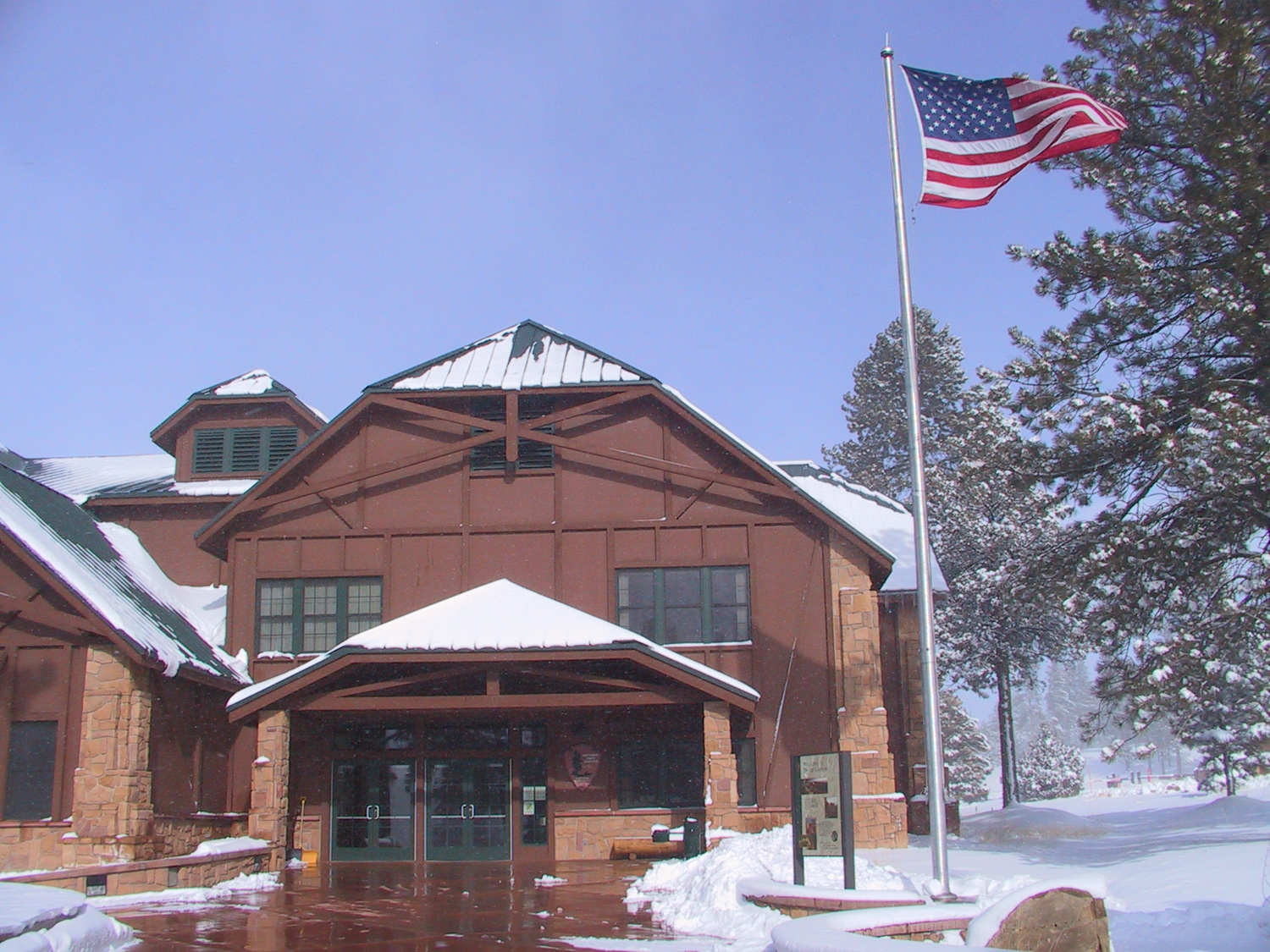
En 1928, en cañón se convirtió en parque nacional. Actualmente posee un centro de visitantes.

Los visitantes y especialmente el guarda forestal J.W. Humphrey comenzaron a expandir sus recuerdos sobre la belleza del lugar por todo el Estado. En 1918 se publicaron diversos artículos que ampliaron el interés por la zona. Sin embargo, los pobres accesos al área y la falta de lugares para pernoctar mantuvieron las visitas en un número mínimo. 
Ruby Syrett, Harold Bowman, y los hermanos Perry construyeron más tarde un pequeño albergue y crearon una serie de servicios para los turistas. Syrett fue el primer jefe de la oficina de correos de Bryce Canyon. Las visitas aumentaron exponencialmente y en torno a 1920, se ampliaron las líneas de ferrocarril hasta el sur de Utah para facilitar el acceso de los turistas.
Por esas mismas fechas, los conservacionistas comenzaron a alarmarse por el deterioro al que se estaba sometiendo a la zona. Se creó un movimiento para lograr la protección de la zona y el director del Servicio Nacional de Parques, Stephen Mather propuso convertir Bryce Canyon en un parque estatal. El gobernador de Utah y el Congreso del Estado apoyaban la idea de convertirlo en parque nacional. Consiguieron cambiar la opinión de Mather, que propuso al presidente Warren G. Harding su designación como monumento nacional, una proclamación que realizó el 8 de junio de 1923 en virtud de la autoridad que le confirió la ley de Antigüedades de 1906.
En ese mismo año se construyó una carretera sobre la meseta para permitir un mejor acceso a la zona alta del anfiteatro. Entre 1924 y 1925 se construyó el refugio de Bryce Canyon con maderas y rocas de la zona.
El 7 de junio de 1924 el Congreso de Estados Unidos decidió aumentar el grado de protección de la zona mediante ley para convertirlo en parque nacional (Utah National Park), pero en la ley se introdujo un requisito que requirió un proceso de adquisición de todas las propiedades privadas en la zona («land within the exterior boundaries of the aforesaid tract shall first become the property of the United States») que culminó el 25 de febrero de 1928 cuando una nueva ley del Congreso designó finalmente el parque nacional Bryce Canyon.
En 1931, el presidente Herbert Hoover amplió el parque con terrenos al sur del mismo. En 1942 se produjo otra ampliación de 2.57 km². Con esta última ampliación, el parque quedó con un área total 145,02 km². La Rim Road, la carretera que aun sigue en uso, se construyó en 1934. Hasta 1956, la administración del parque se llevaba a cabo desde el cercano parque nacional Zion. 

### Historia reciente
El USS Bryce Canyon fue bautizado en honor al parque. Fue un barco de abastecimiento y de reparaciones al servicio de la Flota del Pacífico de la Armada de los Estados Unidos desde el 7 de marzo de 1947 hasta el 30 de junio de 1981. Fue el único barco de la marina estadounidense en ser galardonado con la E de oro, por haber ganado cinco premios consecutivos a la eficiencia. 
En junio de 2000 en respuesta al aumento del número de visitantes y las congestiones de tráfico, el Servicio de Parques Nacionales estableció un servicio de autobuses voluntarios que funcionan verano. En 2004 se comenzó la reconstrucción de la carretera por encontrarse muy deteriorada.

## Geología

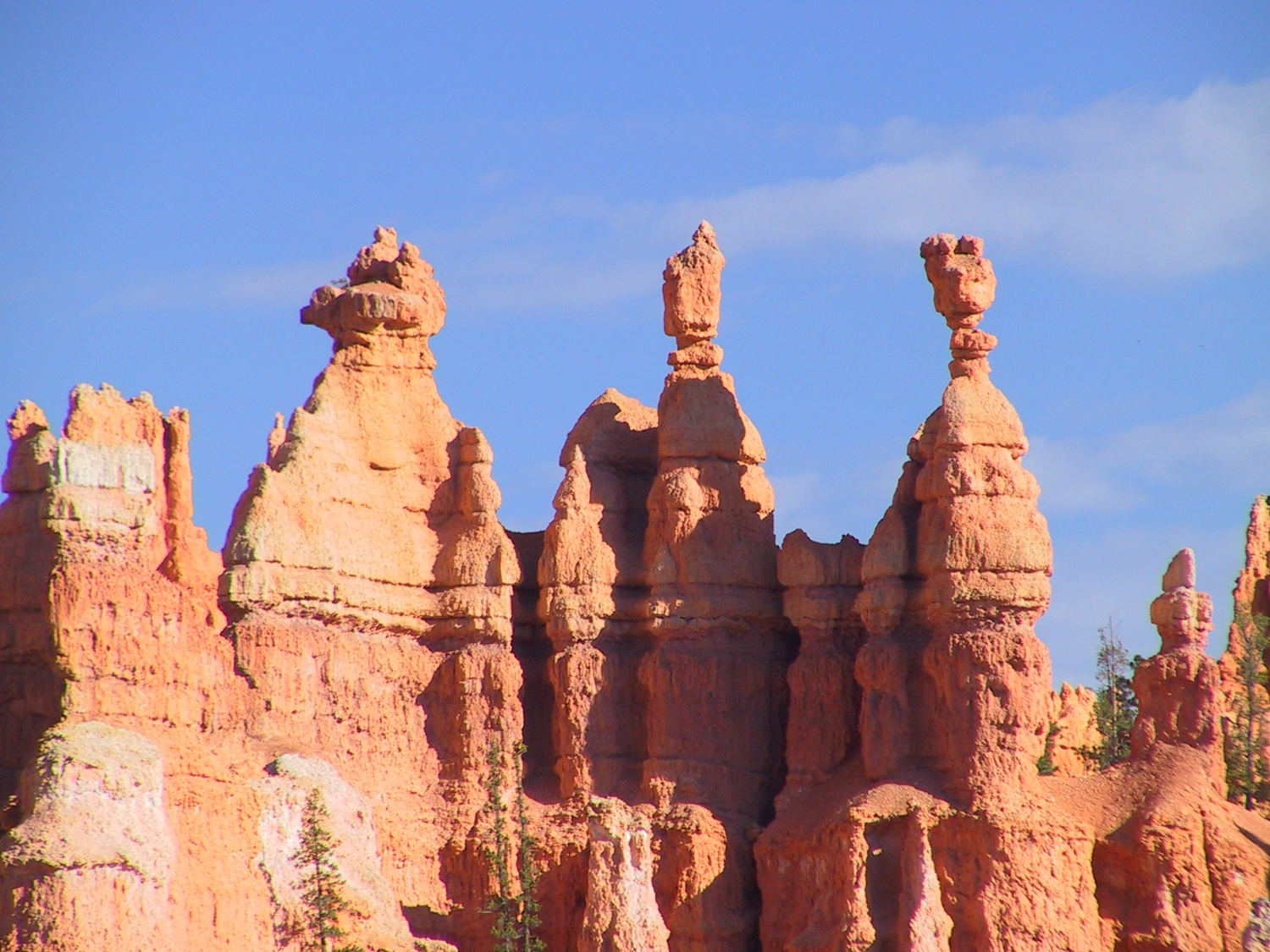
Chimenea de hadas típicos de la zona.

El área de Cañón Bryce muestra una amplia gama de deposiciones desde la última parte del Cretácico hasta la primera mitad de la Era Mesozoica. Las diferentes capas provienen de distintas épocas y ambientes: 
- La arenisca Dakota y la pizarra tropical fueron depositados en las cálidas aguas pantanosas del Cretácico.
- Las coloridas formaciones Claron, de las que fueron modelados los hoodoos, proceden de un sistema de deposiciones sedimentarias propias de corrientes frías y lagos que existieron hace entre 63 y 40 millones de años (épocas del Paleoceno y Eoceno). Los diferentes tipos de sedimentos fueron depositados cuando los lagos fueron perdiendo profundidad y se convirtieron en pantanos y con la variación del delta del río.

Otras formaciones se crearon por erosión durante los periodos en los que se produjo el alzamiento del suelo. 

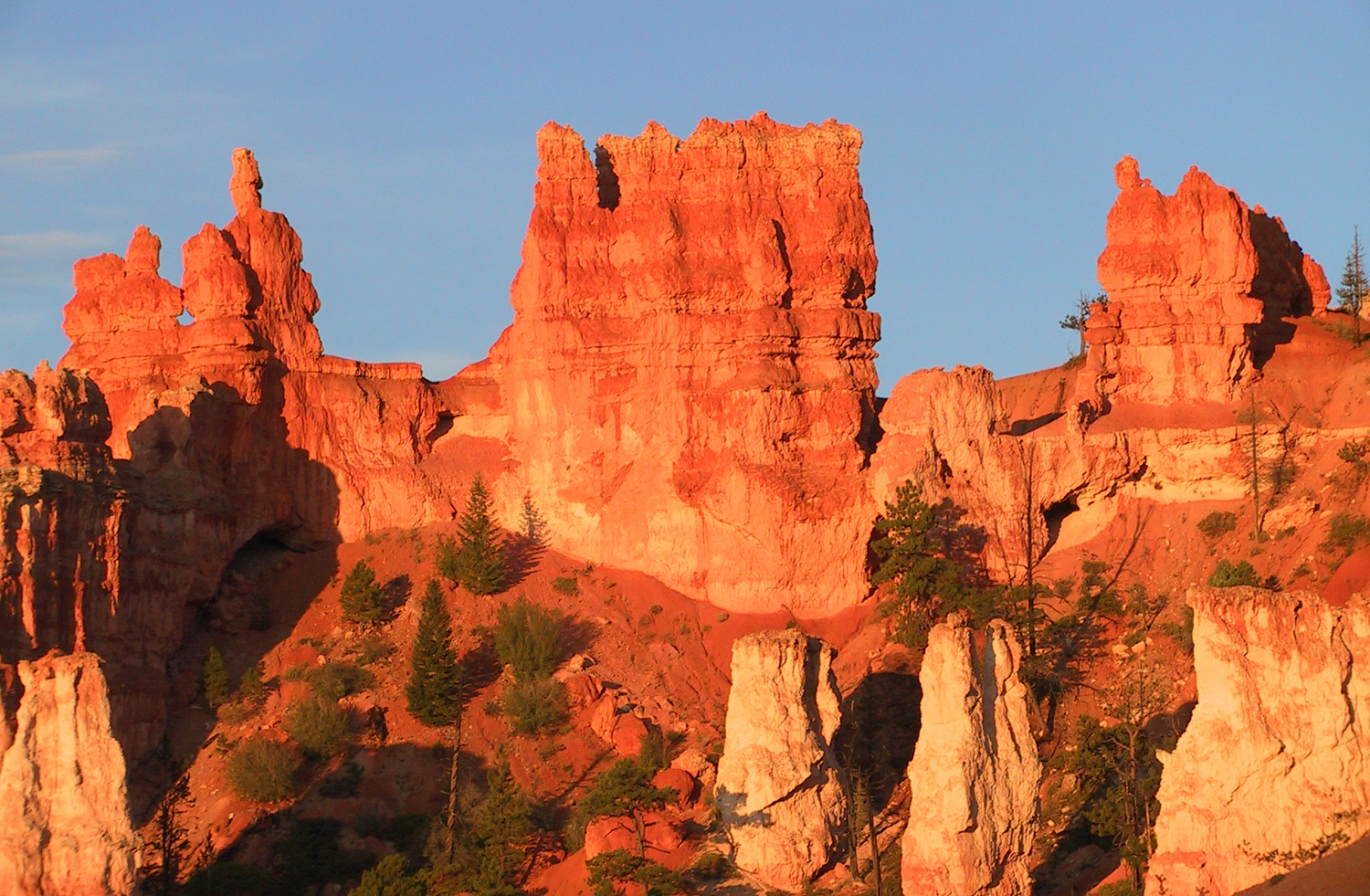
Las rocas que forman las chimenea de hadas se formaron por la sedimentación de corrientes y lagos que existieron hace entre 63 y 40 millones de años.

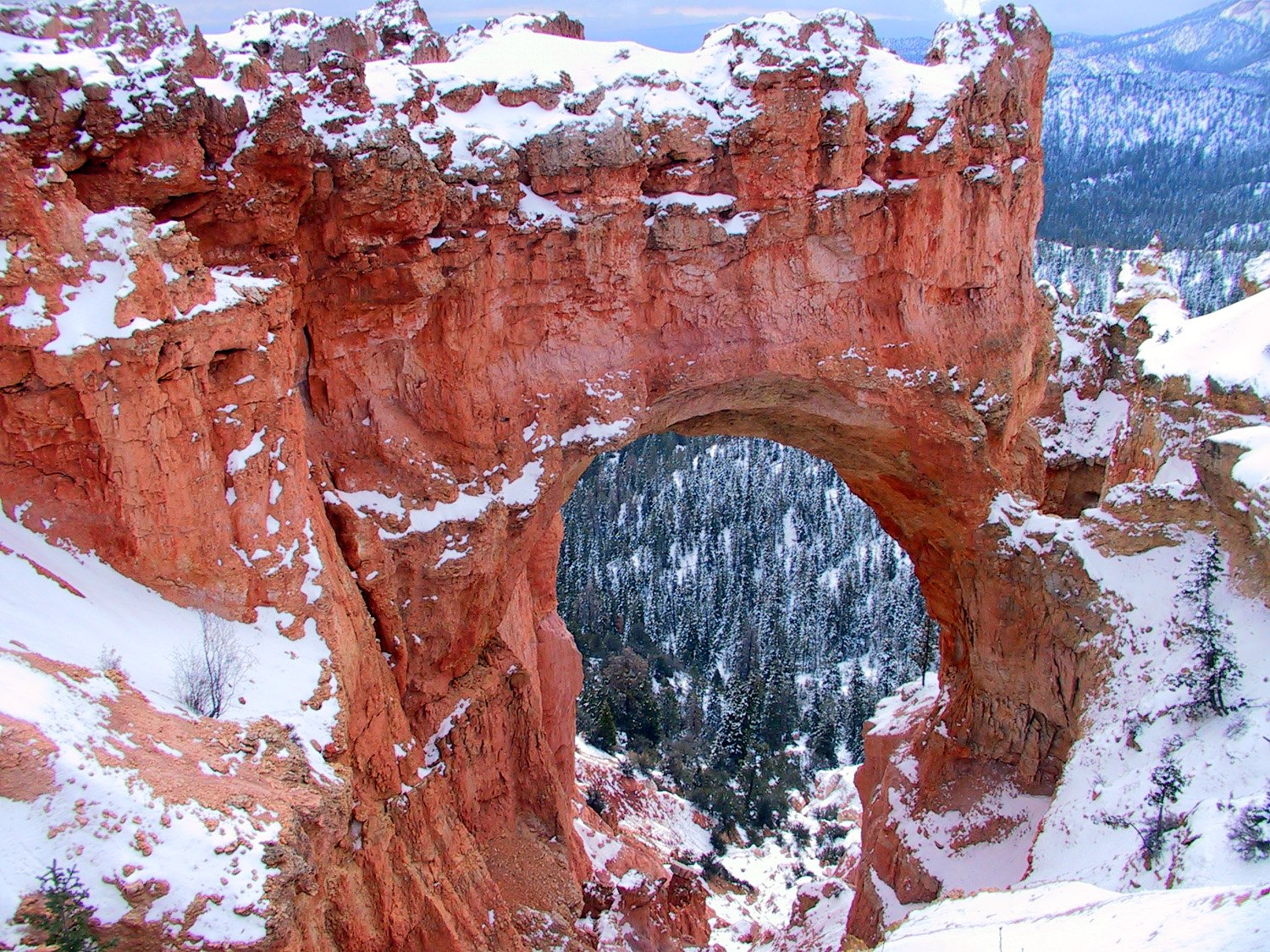
La erosión de rocas sedimentarias ha creado puentes naturales y las chimenea de hadas.

- La orogenia Laramida afectó a la zona occidental de lo que se convertiría en Norteamérica hace aproximadamente 70 millones de años. Esto ayudó en la creación de las Montañas Rocosas. Los acantilados Straight y las formaciones Kaiparowits fueron víctimas de este alzamiento.
- La meseta del Colorado fue erguida hace unos 10 o 15 millones de años, segmentándose en diferentes mesetas, separándose cada una por fallas y teniendo una tasa de elevación distinta.

La erosión ha provocado la creación de estos monumentos geológicos. Los acantilados rosados, más fácilmente erosionables formaron los hoodoos, mientras que las rocas más duras formaron los monolitos. El color rosado viene del óxido de hierro y manganeso. También se crearon arcos naturales, paredes y ventanas. Los Hoodoos se componen de débiles rocas sedimentarias, cuya cúspide está compuesta por rocas más duras que protegen a la columna de los elementos. El cañón Bryce tiene una de las mayores concentraciones de chimenea de hadas de la Tierra. 
Las rocas de la zona forman parte de la Gran Staircase un conjunto de capas de rocas sedimentarias que abarcan las zonas del cañón Bryce, parque nacional Zion y Gran Cañón. Las capas más antiguas se pueden ver en el Gran Cañón, las medias en el parque nacional Zion y las más jóvenes en el Cañón Bryce.

## Biología

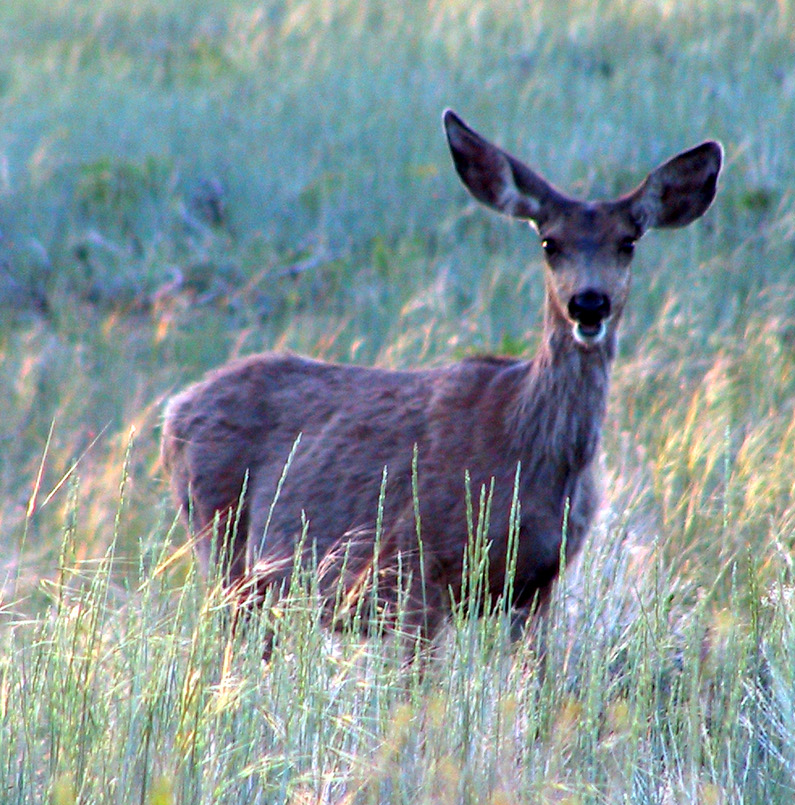
Los ciervos son los mamíferos más comunes del parque.

Los bosques y prados de Bryce Canyon son el hábitat de numerosas especies de animales, de entre los que destacan las aves, zorros, pumas osos negros y ciervos, que son los mamíferos más comunes del parque. Todos los años visitan el parque más de 160 especies de aves. 
La mayoría de las especies de aves emigran a regiones más cálidas durante los meses de invierno, salvo águilas, cuervos y búhos que permanecen en el cañón Bryce. Los mamíferos descienden a cotas más bajas para evitar el intenso frío de las alturas. Las marmotas y las ardillas hibernan. 
Hay tres ecosistemas en el parque basados en la cota de elevación: 

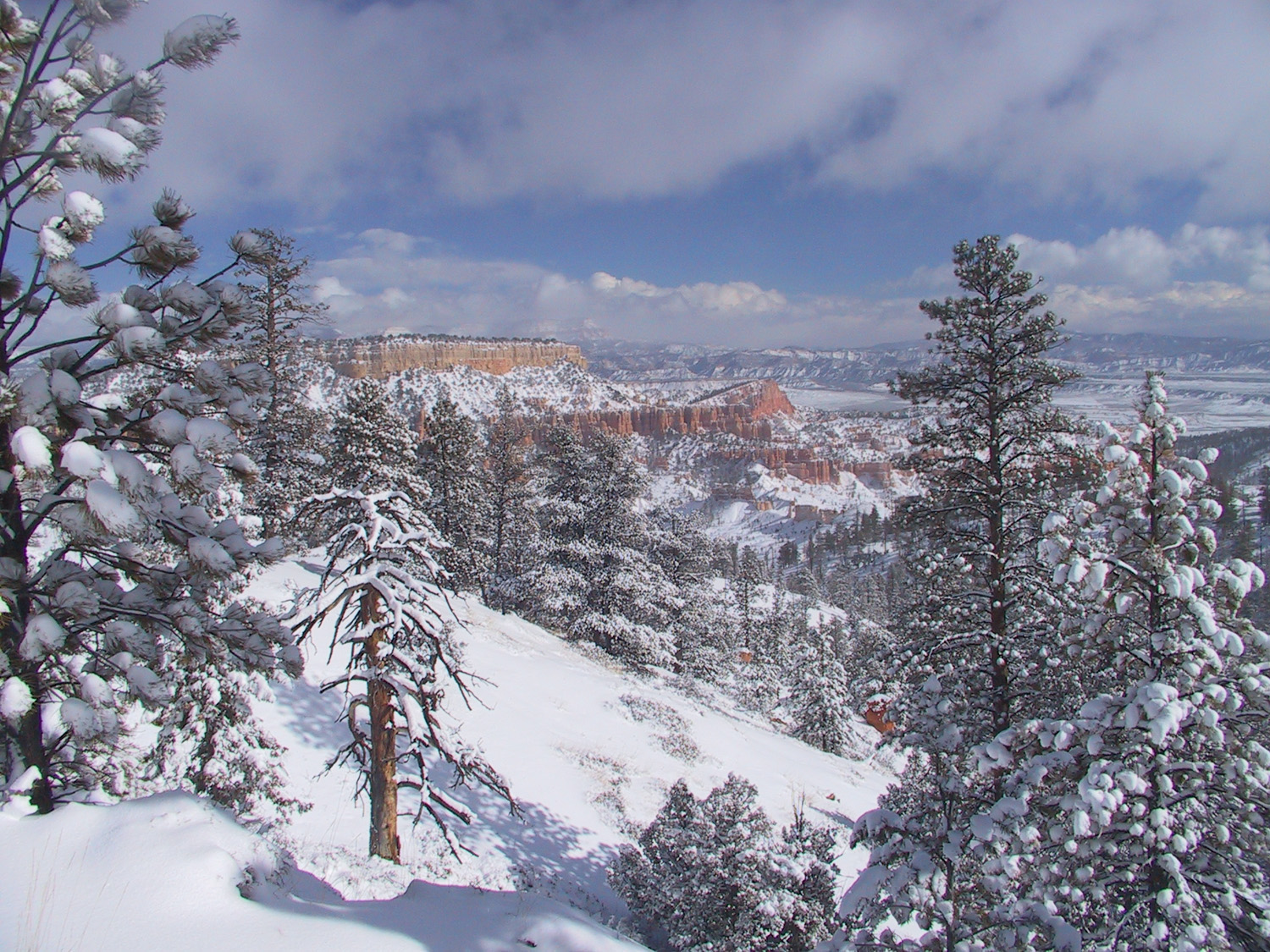
En la zona abundan los bosques.

- Las zonas más bajas del parque están compuestas por bosques de pinos piñoneros, coníferas, y otros tipos de arbustos y árboles.
- Los bosques de pino ponderosa, cubren las cotas medias junto con otras especies de coníferas y abetos. También hay muchas especies de arbustos.

- Las zonas de mayor altitud del parque están cubiertas de coníferas y de secuoyas

En el parque también hay importantes colonias de líquenes y hongos. Estos organismos reducen la erosión y fijan el nitrógeno en el suelo, lo que ayuda a retener nutrientes. 
Mientras que los humanos han reducido la mayoría de los hábitats en los Estados Unidos, la relativa escasez de agua en el sur de Utah ha evitado los asentamientos humanos y por lo tanto ha permitido la conservación de todos los ecosistemas de la zona. 

## Actividades

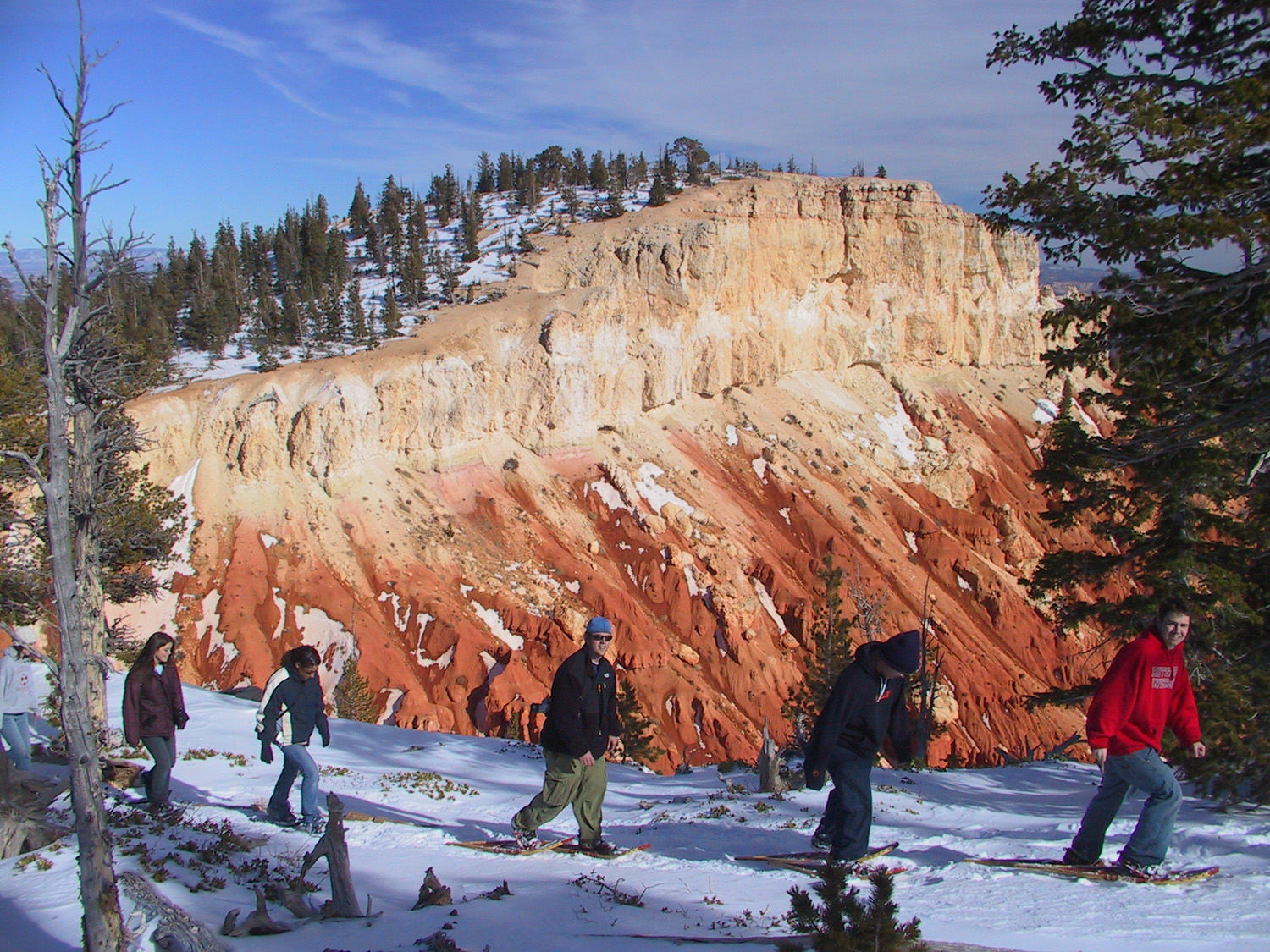
Zonas delimitadas para hacer senderismo (con calzado de nieve en invierno).

La mayoría de los visitantes se acercan al parque a través de una carretera de 29 kilómetros que atraviesa los 13 miradores sobre los anfiteatros. 
El Cañón Bryce tiene 8 senderos delimitados y mantenidos que pueden recorrerse en menos de un día ida y vuelta. 

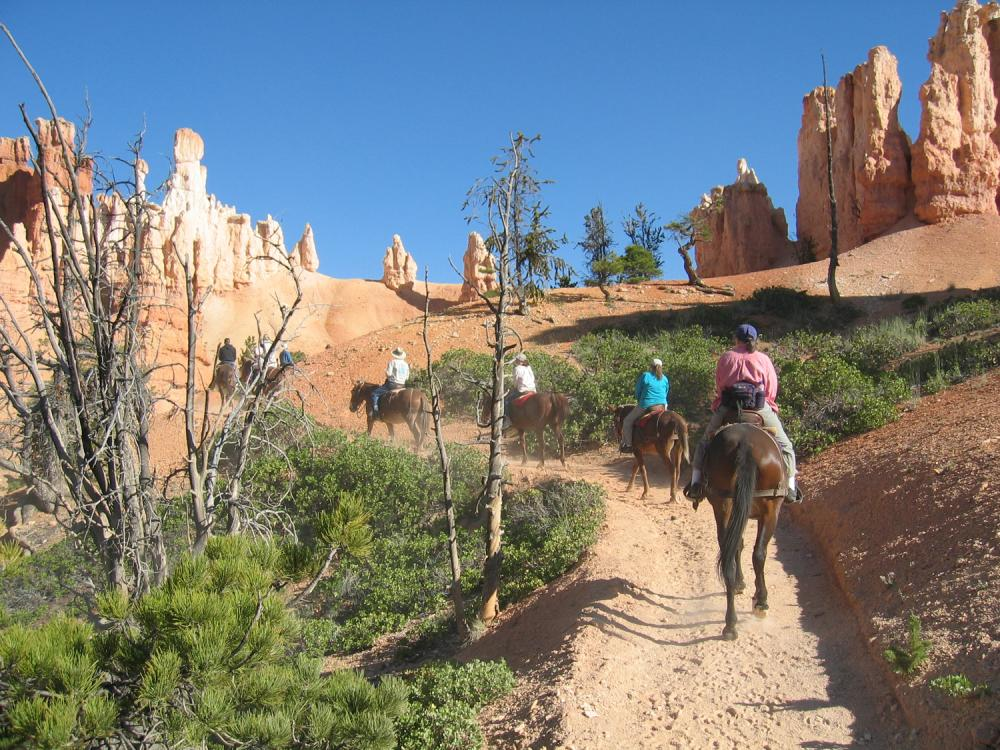
De abril a octubre se puede montar a caballo en el parque.

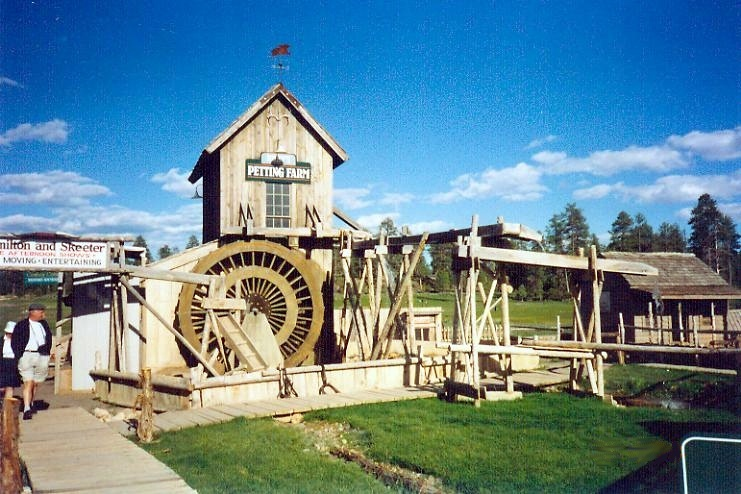
Atracción turística en el cañón Bryce.

- Cueva Mossy (una hora a través de la Utah State Route 12 al noroeste de Tropic), Rim Trail (5–6 horas), Bristlecone Loop (una hora hasta Rainbow Point), y Queens Garden (1–2 horas hasta Sunrise Point) son senderos de fácil a moderado.

- Navajo Loop (1–2 h) y Tower Bridge (2–3 horas) son senderos moderados. * Fairyland Loop (4–5 horas) y Peekaboo Loop (3–4 h) son senderos para expertos.

Algunos senderos se entrecruzan permitiendo a los usuarios cambiar de ruta sobre la marcha. 
El parque también tiene dos senderos largos con zonas para pasar la noche. El Long Riggs Loop Trail de 14 kilómetros y otro de 37 km. Para ambos hace falta un permiso de acampada. En conjunto hay más de 50 km de senderos en el parque. 
Hay más de 16 km de pistas de esquí en el parque. El aire de la zona es tan puro, que en los días claros se puede ver hasta 140 kilómetros en el interior de Arizona desde Yovimpa y Rainbow points. En otras ocasiones se pueden llegar a ver las Black Mesas de Arizona y el oeste de Nuevo México a 320 kilómetros de distancia. La oscuridad del cielo convierte al parque en uno de los mejores lugares para observar las estrellas. Se pueden observar más de 7500 estrellas a simple vista mientras que en otras zonas del mundo solo se pueden ver unas 2000 debido a la contaminación luminosa. En algunas ciudades grandes solo se puede ver una docena.

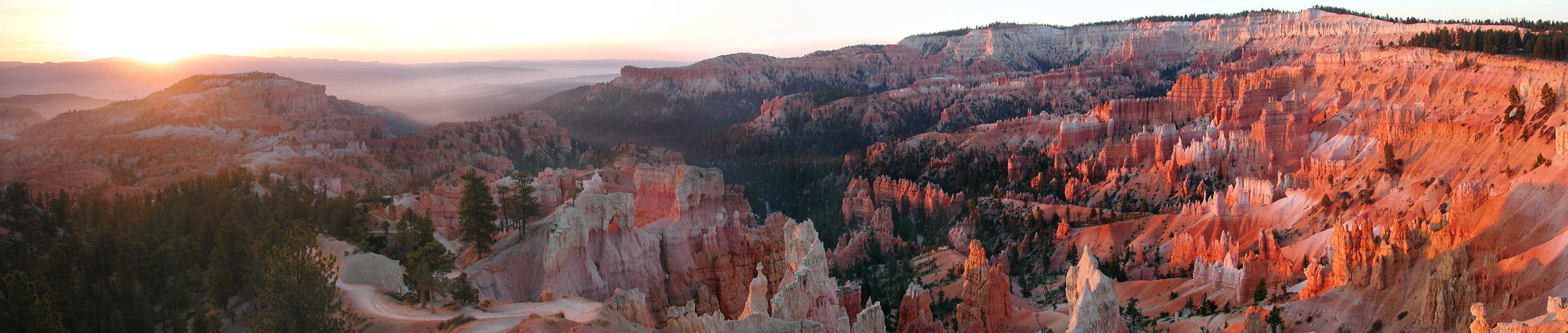
El cañón Bryce visto desde Sunrise Point.

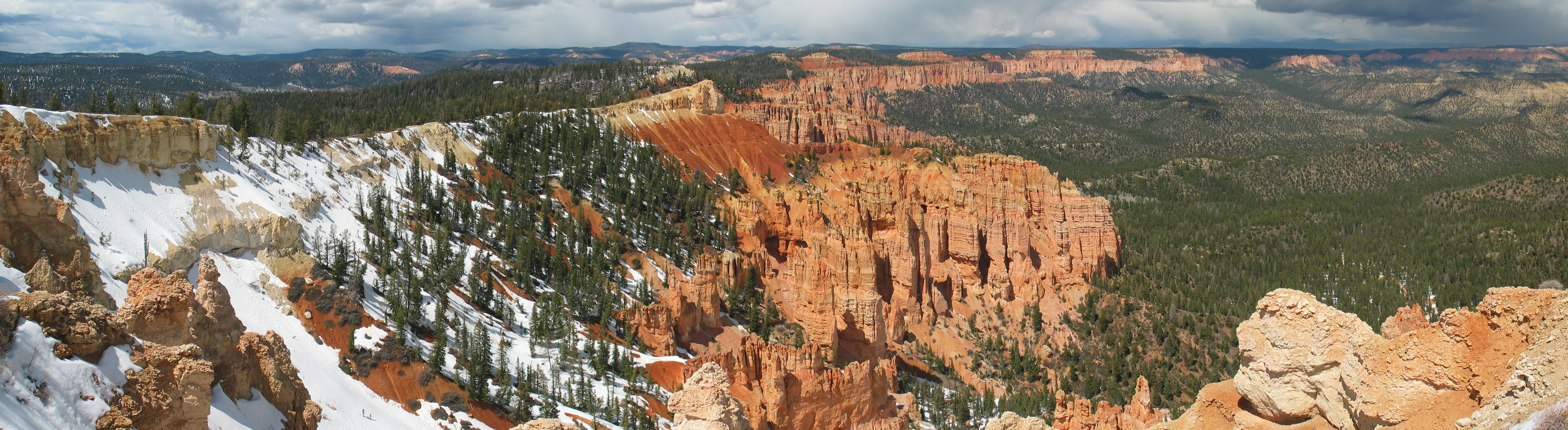
El cañón Bryce visto desde Punto de Bryce

Hay dos campamentos en el parque, el Campamento Norte y el Campamento Subset. La zona A del campamento norte está abierta durante todo el año. Las demás zonas y el otro campamento abren desde mediados de primavera hasta otoño. Otra forma de pasar la noche en el parque es usar el alberque, que dispone de 114 habitaciones. 

### Mapas
- Mapa topográfico

### Tours
- Bryce Canyon Travel Guide (en inglés)
- Galería fotográfica (en italiano)

- Datos: Q219562
- Multimedia: Bryce Canyon National Park / Q219562